# Mouppim
Mouppim ou Shephoupham est un fils de Benjamin fils de Jacob et de Rachel. Ses descendants s'appellent les Shouphamites.

## Mouppim ou Shephoupham
Mouppim et Shephoupham sont le même personnage biblique.

## Mouppim et ses frères
Mouppim a pour frères Béla, Béker, Ashbel, Guéra, Naamân, Éhi, Rosh, Houppim et Ard.

## Mouppim en Égypte
Mouppim part avec son père Benjamin et son grand-père Jacob pour s'installer en Égypte au pays de Goshen dans le delta du Nil.
La famille des Shouphamites dont l'ancêtre est Shephoupham ou Mouppim sort du pays d'Égypte avec Moïse,.